# Burt Glinn
Burton Samuel Glinn (23. července 1925, Pittsburgh, Pensylvánie, USA – 9. dubna 2008, Southampton, New York) byl americký novinářský fotograf, pracoval pro agenturu Magnum Photos.
Dokumentoval revolučního vůdce Fidela Castra v kubánské Havaně, fotografoval osobnosti, jakými byli například Andy Warhol a Helen Frankenthaler. Glinn zachycoval na svých fotografiích zejména sociální tvář světa, chudobu i bohatství, špinavou politiku či humornou flotilu Seattle Tubing Society (společnost lidí plavících se na traktorové duši).

## Život

### Mládí
Studoval literaturu na Harvardově univerzitě a tam také působil jako fotoeditor pro univerzitní noviny Harvard Crimson. Sloužil v americké armádě, od roku 1949 do 1950 pracoval pro magazín Life. Do agentury Magnum vstoupil v roce 1951 společně s Eve Arnoldem a Dennisem Stockem – prvními Američany, kteří vstoupili do agentury – Glinn se stal jejím právoplatným členem v roce 1954.

### Kariéra

Abraham Lincoln, fotografie od Alexandra Gardnera

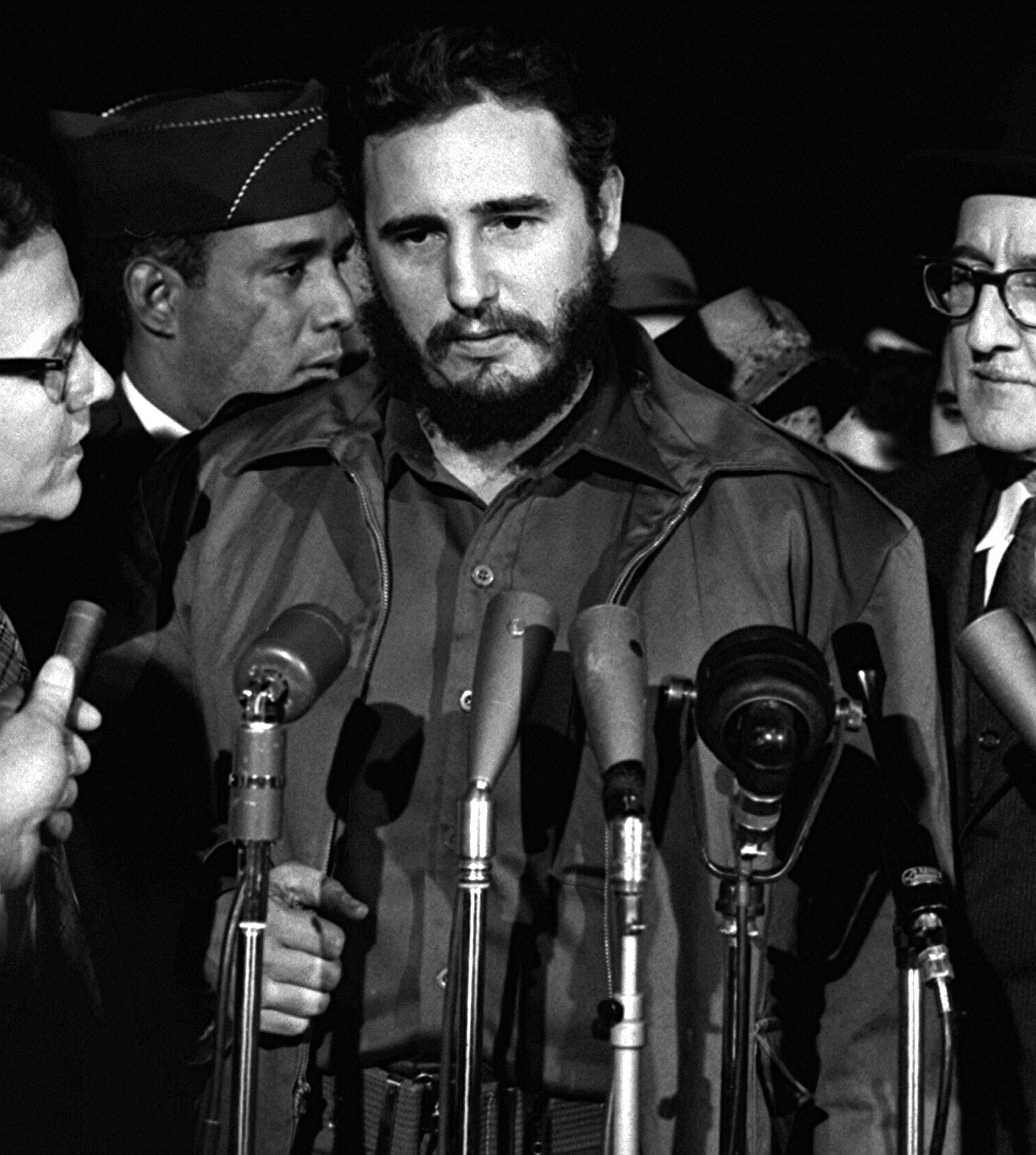
Fidel Castro ve Washingtonu 15. dubna 1959, ilustrační fotografie

Glinn se stal slavným svými barevnými snímky z Jižního moře, Japonska, Ruska, Mexika a Kalifornie. Při novoroční party v roce 1958 se dozvěděl, že Fidel Castro převzal moc na Kubě. Hned druhý den ráno se vydal na ostrov dokumentovat revoluci ve stylu „zbraní je to, co mi zrovna padne do ruky“.
Prezidentem agentury Magnum se stal v letech 1972–1975 (později byl znovu zvolen do funkce v roce 1987). Fotografoval Sinajskou válku i operaci „Blue Bat“ (Modrý netopýr). Na dotaz, se kterým ze svých obrazů se nejvíce identifikuje, Glinn odpověděl, že bez pochyby je to snímek znázorňující záda a hlavu Nikity Chruščova před Lincolnovým památníkem:
| „            | Zpozdil jsem se, a nemohl se tak dostat na místo, kde byli ostatní – před Chruščovem, tak jsem běžel, až jsem se dostal za něj. Podíval jsem se nahoru a tam to bylo. Pořídil jsem dva záběry, a vše se pak rozpadlo. Pokud bych přišel včas, pořídil bych velmi běžný a obyčejný záběr Chruščova a Henry Cabota Lodge, jak se dívají na Lincolnovu sochu, ale nebyly by vidět sochy. Nejdůležitější věc, kterou fotograf jako já může mít, je štěstí. | “ |
| — Burt Glinn | |   |

### Smrt
Burt Glinn zemřel 9. dubna 2008 v Southamptonu ve státě New York v 82 letech. Jeho jméno nese galerie SAM v Seattlu ve státu Washington, kde Glinn pracoval a žil v padesátých a šedesátých letech.
Jako příčina smrti bylo uvedeno selhání ledvin a zápal plic. Přežila jej jeho manželka Elena Prohaska a syn Sam, kteří žijí na Manhattanu, a jeho sestra Norma Madden z Pittsburghu.

## Ocenění
- Dana Reed Award, Harvard College
- Mathew Brady Award, Magazine Photographer of the Year
- Best Book of Photographic Reporting from Abroad, Overseas Press Club
- Best Print Ad of the Year, Art Director's Club of New York
- Best Annual Report of the Year from Financial World, Warner Communications Annual Report

## Výstavy
- 2005 Havana: The Revolutionary Moment – George Eastman House, Rochester, USA
- 2002 Havana: The Revolutionary Moment – Photographs by Burt Glinn – Americas Society, New York, USA
- 2000 Reflections: Photos of Water – Sag Harbor Picture Gallery, Sag Harbor, New York, USA
- 1999 Fifty Years Behind a Camera: The Photography of Burt Glinn – Sag Harbor Picture Gallery, Sag Harbor, New York, USA

## Knihy
- 2001/02 Havana: The Revolutionary Moment, Umbrage Editions, USA/Dewi Lewis, UK
- 1968 A Portrait of Japan, William Morrow, USA
- 1967 A Portrait of All the Russias (with Laurens van der Post), William Morrow, USA; Hogarth Press, UK
- 1955 The Dark Eye in Africa (with Laurens van der Post), William Morrow, USA; Hogarth Press, UK